# Farbtoleranz
Die Farbtoleranz ist ein Begriff aus der Druck- und Lackindustrie.
Legt ein Kunde Wert auf eine besonders genaue Farbwiedergabe, so kann er mit der Druckerei eine zulässige Farbtoleranz vereinbaren. Die Farbwiedergabe muss sich dann zwischen zwei Grenzmustern bewegen. Wenn das Ergebnis die Grenzen überschreitet, kann der Kunde die Abnahme der Drucke verweigern.
Farbtoleranzen für Automobillackierungen regelt die DIN 6175.

## Weblink
- Farbtoleranz, Erklärung auf ral-farben.de, abgerufen am 10. März 2013